# Paracryptops spinosus
Paracryptops spinosus är en mångfotingart som beskrevs av Jangi och Dass 1978. Paracryptops spinosus ingår i släktet Paracryptops och familjen Cryptopidae. Inga underarter finns listade i Catalogue of Life.